# Daniele Archibugi

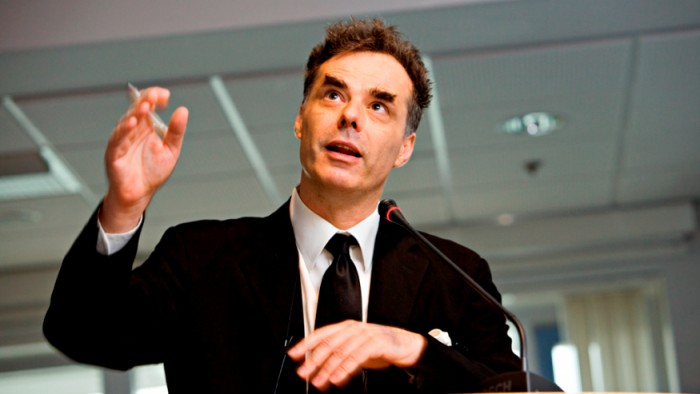
Daniele Archibugi

Daniele Archibugi (ur. 1958 w Rzymie) – włoski naukowiec z dziedziny ekonomii i teorii polityki. Zajmuje się ekonomicznymi i politycznymi aspektami zmian technologicznych, teorią polityki stosunków międzynarodowych oraz technologiczną i polityczną globalizacją. 
Archibugi ukończył ekonomię na Uniwersytecie “La Sapienza”, a następnie studia doktoranckie w dziedzinie naukowych i technologicznych badań politycznych na Uniwersytecie w Sussex. Pracował i wykładał w Sussex, Neapolu, Cambridge, Rzymie oraz London School of Economics. W czerwcu 2006 roku uzyskał tytuł honorowego profesora Uniwersytetu w Sussex. Obecnie pracuje we Włoskiej Akademii Nauk w Rzymie oraz w Birkbeck, Uniwersytet w Londynie.
W dziedzinie stosunków międzynarodowych Archibugi jest wraz z Davidem Heldem kluczowym naukowcem jaki przyczynia się do rozwoju studiów nad kosmopolityzmem oraz w szczególności demokracji kosmopolitycznej, to znaczy próbą zastosowania norm i wartości demokratycznych w polityce globalnej.
W ramach studiów nad innowacją Archibugi oraz Jonathan Michie rozwinęli taksonomię globalizacji technologii, w której rozróżniają trzy główne przyrządy transmisji know-how: międzynarodowa eksploatacja innowacji, globalne produkowanie innowacji oraz globalna współpraca nauki i technologii.

## Główne dzieła

### Na temat stosunków międzynarodowych
- (we współpracy z Davidem Heldem) Cosmopolitan Democracy. An Agenda for a New World Order (Polity Press, 1995) [Demokracja kosmopolityczna. Plan porządku nowego świata]

- (we współpracy z Davidem Heldem and Martinem Koehlerem), Reimagining Political Community. Studies in Cosmopolitan Democracy (Polity Press, 1998) [Przeobrażenie społeczności politycznej. Studia z zakresu demokracji kosmopolitycznej]

- Debating Cosmopolitics, (Verso, 2003) [Debatując nad kosmopolityzmem]
- The Global Commonwealth of Citizens. Toward Cosmopolitan Democracy (Princeton University Press, 2008, ISBN 978-0691134901[Globalny dobrobyt obywateli. W stronę demokracji kosmopolitycznej]

- (we współpracy z Mathiasem Koenig-Archibugi and Raffaelem Marchettim) Global Democracy: Normative and Empirical Perspectives (Cambridge University Press, 2011) ISBN 978-0-521-17498-5 [Globalna demokracja: perspektywa normatywna I perspektywa empiryczna]

### Na temat zmian technologicznych
- (we współpracy z Mario Pianta), The Technological Specialization of Advanced Countries, wstęp Jacques’a Delorsa (Kluwer, 1992) [Technologiczna specjalizacja krajów rozwiniętych]

- (we współpracy z Jonathanem Michie), Technology, Globalisation and Economic Performance, wstęp Richarda R. Nelsona (Cambridge University Press, 1997) [Technologia, globalizacja i gra ekonomiczna]

- (we współpracy z  Jonathanem Michie), Trade, Growth and Technical Change, wstęp Nathana Rosenberga (Cambridge University Press, 1998); [Handel, rozwój oraz zmiana technologiczna]

- (we współpracy z Jonathanem Michie), Innovation Policy in a Global Economy, wstęp Christophera Freemana (Cambridge University Press, 1999); [Polityka innowacji w ekonomii globalnej]

- (we współpracy z Bengt-Åke Lundvallem), The Globalising Learning Economy (Oxford University Press, 2001) [Globalizacyjna nauka ekonomii]

- (we współpracy z Andreą Filippetti), Innovation and Economic Crises. Lessons and Prospects from the Economic Downturn (Routledge, 2011).ISBN 978-0-415-60228-0 [Innowacja i kryzysy ekonomiczne. Lekcje i perspektywy z upadku ekonomicznego]

- (we współpracy z Andrea Filippetti), The Handbook of Global Science, Technology and Innovation (Wiley, 2015). ISBN 978-1-118-73906-8.